# Карацупа, Никита Фёдорович

Могила Н. Ф. Карацупы

Ники́та Фёдорович Карацу́па (при рождении — Карацюпа, 3 (16) апреля 1910, село Алексеевка Александровского уезда Екатеринославской губернии — 18 ноября 1994, Москва) — Герой Советского Союза, полковник пограничных войск.
Знаменит своими рейдами против нарушителей границы, во время которых он использовал хорошо обученных собак. Написал книгу «Записки следопыта» о пограничной службе. Его имя многократно упоминалось в советской прессе и ставилось в пример пионерам и школьникам. Прославился созданием своей особой школы воспитания следопытов и дрессировки собак.
За 20 лет службы в погранвойсках по официальным данным задержал 338 нарушителей границы и уничтожил 129 шпионов и диверсантов, не сложивших оружие (в советское время в массовой пропагандистской литературе приводилась цифра 467 задержанных нарушителей без уточнения количества уничтоженных). С 1970-х гг., начиная с публикаций в самиздате и изданиях русского зарубежья, а позднее работ Виктора Суворова (аналогичную по содержанию точку зрения в 1990-е гг. выразили Ю. И. Абызов, Ю. Алешковский, А. И. Архипов, В. В. Бешанов, А. М. Бродский, Л. А. Васильева, Ю. А. Манаков, Л. Р. Мадорский, С. Мазуркевич, Л. С. Симкин, А. И. Тарасов, Ю. Д. Черниченко, и др., а Н. В. Богословский и В. Л. Глазычев, Н. М. Коржавин сослались на услышанное ими из разговоров с самим Карацупой) получила распространение версия, что бо́льшая часть уничтоженных и задержанных были гражданами, пытавшимися бежать из СССР. Апологеты официальной советской версии продолжают утверждать, что все 467 «нейтрализованных» «нарушителей границы» были «подготовленные и вооружённые диверсанты, убийцы».
Советская пропаганда называла его «пограничником всех времён и народов» и т. п. эпитетами, из него фактически сделали образ романтического героя, Карацупа и его собака воспевались в газетах, плакатах, листовках, журналах, детских книжках и учебниках от самых начальных классов и далее (даже в учебниках по грамматике русского языка и пособиях по психологии), парковых и городских скульптурах, их подвиги обсуждались повсеместно в школах, пионерских лагерях, зарницах и т. д., снимались фильмы, слагались песни, советская промышленность выпускала ёлочные игрушки в форме Карацупы с псом Индусом, — советские дети играли в «карацупов» и «индусов», создавали «союзы карацуп», детям хотелось быть сразу и пограничником, и собакой. Его имя присваивалось школам, библиотекам, кораблям, погранзаставам в СССР и т. н. «странах социалистической ориентации». Под влиянием советской пропаганды, именем «Ингус» называли даже детей. С 1930-х до 1980-х гг. образ Карацупы с верным Индусом-Ингусом бессменно использовался в воспитании подрастающего поколения.

## Биография
Наша жизнь, лишь только мы стали себя осознавать, была сплошь заполнена героикой войны. В люберецком белокаменном кинотеатре шли сплошь боевые фильмы: о Чапаеве, о Щорсе, о Котовском, о Пархоменко, о Салавате Юлаеве… А в школьных книжках — стихи о пограничниках, таких, как Карацупа и его верный пёс Индус, а на новых денежных купюрах, они только-только появились, — опять же лётчики и танкисты.
Родился в селе Алексеевка Александровского уезда Екатеринославской губернии в семье крестьянина Фёдора Ивановича Карацюпы и Марфы Кузьминичны.
В 1913 году вместе с матерью переехал в Северный Казахстан, в город Атбасар, позже в деревню Добровольское, потом в деревню Партизанцы. В семь лет остался сиротой, некоторое время был беспризорником, с 8 лет пас овец, позже около года воспитывался в Щучинском детском доме Кокчетавской области, работал в колхозе, учился в вечерней школе. Трудовой путь начал с охраны колхозных полей (подробнее об этом чит. «Битва за урожай»), где познакомился с применением сторожевых и розыскных собак, прожекторов и организацией несения службы в дозоре. Местный партком направил его на военную службу в войска ОГПУ. В пограничных войсках с 1932 года. Свою службу начал на Дальнем Востоке на заставе «Полтавка» Гродековского погранотряда. В 1933 году окончил Дальневосточную окружную школу младшего начсостава служебного собаководства, в 1937 году — курсы подготовки начсостава при Центральной школе служебного собаководства пограничной и внутренней охраны НКВД, в 1939 году — курсы переподготовки начсостава при Центральной школе служебного собаководства войск НКВД. Член ВКП(б), по устоявшейся версии, ставшей канонической, с 1939 года (в действительности же, Карацупа сам говорил о том, что вступил в партию в сентябре 1941 года, «когда фашистский пёс вероломно напал на Советский Союз»).
С 1933 года — проводник, инструктор служебных собак на пограничной заставе «Полтавка» (ныне «Карацуповка») Гродековского погранотряда. Первую собаку Карацупы звали Индус, однако, когда в середине 1950-х годов были установлены дружественные отношения с Индией, по этическим соображениям в новых публикациях о Карацупе Индуса заменили на Ингуса. У Карацупы было, по разным данным, пять — семь или двенадцать служебных собак под этой кличкой, все они погибли (в некоторых источниках просто сообщается, что собак было «несколько» без уточнения их количества). В источниках имеются противоречия относительно обстоятельств гибели первого и последующих Индусов: в книге «Жизнь моя — граница» утверждается, что первый Индус был застрелен, а из интервью со вдовой Карацупы Марией Ивановной и в книге «Записки следопыта» — что он был отравлен. Остальные Индусы гибли либо от «тягот службы», либо от «пуль диверсантов». Первоначально, в вышедших в декабре 1936 года восторженных заметках в газете «Правда» Карацупа упоминался не один, а вместе с пограничником Шиловым («герои-пограничники Карацупа и Шилов»), впоследствии о Шилове перестали упоминать, что с ним стало дальше остаётся неизвестным, не упоминал о нём в дальнейшем и сам Карацупа в своих мемуарах, и в дальнейших рассказах о подвигах Карацупы с Индусом о каких-либо других пограничниках не упоминалось, только о «диверсантах», против которых непременно всегда в одиночку геройски сражается Карацупа со своим верным Индусом (детей заставляли писать на диктантах: «пограничник с собакой отправился в дозор», «диверсант выстрелил первым» и т. п.). Первоначально, какую именно границу охранял Карацупа указывать в печати было запрещено, поэтому везде в прессе и по радио писалось и говорилось о том, что он охранял «южные рубежи», «южные границы», затем место несения службы разрешили указывать и появились подробности, впоследствии, однако, пропаганда вернулась к формулировке «южные границы». Открыл этого героя советскому читателю Владимир Канторович, но, поскольку Канторович в 1937 году сам сел в лагерь (по той же самой статье, что и «нейтрализованные» Карацупой), его рассказы о Карацупе долгие годы печатались без имени автора. Другой из «создателей» Карацупы и собаки Индуса, Евгений Рябчиков также провёл несколько лет в северных лагерях. Из-за частого попадания журналистов в жернова репрессивной системы, репортажи в советской прессе подписывались безликой подписью «наш корр.». Карацупа со своим верным псом был у всех на устах, его имя стало знаковым. Из Карацупы силами пропаганды слепили советского «супермена», нечто среднее между «передовиком производства», Стахановым пограничных войск. Так продолжалось вплоть до краха советской системы. Вспоминая о Карацупе и других советских «героях-пограничниках» писатель Георгий Владимов отмечает, «что у нас был настоящий культ пограничника и „границы на замке“». К середине 1980-х и началу 1990-х гг. их стереотипный образ стал ассоциироваться несколько с иными проблемами, закрытостью страны, невозможностью путешествий за рубеж, советским карательным аппаратом и т. п., как писал по этому поводу Василий Аксёнов: «Пограничников встречали косыми взглядами. Возникали сомнительные дискуссии. Подумать только, товарищи, а ведь мы когда-то этих славных воинов-пограничников идеализировали, романтизировали. Защитники священных рубежей! Помните, в детстве-то как восхищались! Ещё бы не помнить! На этом росли! Пограничник Карацупа, собака Индус, ну и ещё Павлик Морозов…»
В то время издавалось много книг о всяких вредителях и шпионах. Бабушка прочла мне однажды книжонку про отважного пограничника Карацупу и его верного пса Индуса, переименованного задним числом и много лет спустя, в пору дружбы Советского Союза с Индией, в Ингуса. Карацупа с Индусом вдвоём задержали очень много нарушителей какой-то южной границы. Причём оба описывались автором с одинаковым восхищением. Поэтому, когда я узнал, что за свои подвиги Карацупа был не только награждён орденом, но и принят в члены ВКП(б), я спросил у бабушки, была ли награждена его собака. Бабушка сказала, что она не знает, но вообще вполне возможно, что собака тоже получила медаль.
– А в партию её приняли? – спросил я.
– Что за чушь! – сказала бабушка. – Собак в партию не принимают.
– А почему?
– Почему, почему! – рассердилась она. – Потому что в партию принимают только людей. И то не всех, а лишь тех, которые верят в коммунизм. А разве собака может во что-нибудь верить?
Почему собака не может верить в коммунизм, этого мне бабушка объяснить не могла, наверное, потому, что сама была беспартийная.
С сентября 1937 года — на командных должностях в штабе Гродековского погранотряда. В 1941 году встретил свою будущую жену, 18-летнюю медсестру Марию Ивановну. По словам жены, Карацупа то и дело приносил домой птенцов, ежей и так далее. А ещё Карацупа звонил по телефону (телефон тогда был только у командиров частей и крупных партийных чиновников) не жене, а… своим собакам. И те, услышав его голос из трубки, выполняли команды хозяина. С мая 1944 года — в войсках Белорусского пограничного округа, принимал участие в боях, участвовал в восстановлении западной границы СССР, с 1952 года — в штабе Закавказского пограничного округа.
Был трижды ранен.
В 1957—1961 годах работал в Главном управлении пограничных войск. В эти годы, в частности, работал в Северном Вьетнаме, где успешно способствовал становлению пограничных войск этой страны.
В 1961 году в звании полковника уволился в запас. С 1962 года работал в хозяйственном отделе московского НИИ «Пульсар». Был начальником охраны оборонного предприятия в Москве, работал в Центральном музее пограничных войск.
Похоронен в Москве на Троекуровском кладбище.

## Полемика вокруг количества нейтрализованных «нарушителей»
Исследователь Л. С. Симкин на основании того обстоятельства, что пик нейтрализованных Карацупой «нарушителей границы» пришёлся на 1933—1937 годы предположил, что так называемые «нарушители» в действительности были советские крестьяне, спасавшиеся от «коллективизации», «раскулачивания» и голода, поскольку на периферии, в том числе на Дальнем Востоке эти процессы пришлись на период несколько позже, чем в Европейской части РСФСР. Подтверждением тому, по мнению исследователя, служат данные демографической статистики, в частности о том, что население Гродековского района (там, где нёс службу Карацупа) в период с 1933 по 1937 годы сократилось почти в три раза, — эту убыль исследователь связывает с проводившимися советской властью политикой принудительных мер в отношении крестьянства, часть которого с высокой долей вероятности бежала в соседнюю Маньчжурию, где к тому времени уже жила многочисленная русская диаспора. Относительно «задержаний» периода военных лет, с 1941 по 1944 гг. (до перевода в Белоруссию), Симкин предполагает, что Карацупа мог быть занят в созданной генерал-полковником Гоглидзе чекистской «мельнице» (сотрудники НКВД, в том числе и пограничники с мест, где служил Карацупа, сами так называли своё предприятие) по фабрикации дел на «японских шпионов», то есть советских граждан, которым оформляли «шпионаж» на японскую разведку. А. И. Тарасов предположил также, что пойманные Карацупой и отправленные в «Дальстрой» и лагеря Гулага подлинные китайцы на самом деле были собирателями женьшеня и корнеплодов, ценных в китайской народной медицине. Нейтрализованных «нарушителей» периода службы Карацупы с 1944 по 1952 гг. в Белоруссии и Польше, Л. С. Симкин относит к ликвидации органами НКВД (в том числе с активным участием погранвойск) остатков партизан расформированной по приказу Сталина армии Крайовой и любых других, несоветских партизанских отрядов (подробнее чит. Повстанческое движение на Западной Украине, Польше, Белоруссии).
По версии Ю. А. Манакова внутренние инструкции, распоряжения и приказы по пограничным войскам категорически запрещали выпускать живыми за пределы СССР, — нарушителя допускалось уничтожить каким-угодно способом, лишь бы только тот не ушёл на территорию сопредельной страны, — в то же время приказы требовали ловить и брать живым того, кто направлялся в противоположную сторону, в СССР.

## Награды
- Звание Героя Советского Союза с вручением ордена Ленина и медали «Золотая Звезда» (№ 10705) полковнику запаса Никите Фёдоровичу Карацупе присвоено указом Президиума Верховного Совета СССР от 21 июня 1965 года за образцовое выполнение заданий командования по защите Государственной границы СССР и проявленные при этом мужество и героизм.
- Два ордена Красного Знамени (14.02.1936; 1944).
- Орден Красной Звезды (1936, за то, что «задержал 37 шпионов, 42 контрабандиста, 52 других нарушителей границ»[53]).
- Медали.

## Память
- В советское время именем Никиты Карацупы называли пионерские дружины и отряды, классы, школы, библиотеки и речные суда, пограничные заставы во Вьетнаме и в Индии[54].
- Приказом начальника войск Краснознамённого Тихоокеанского пограничного округа Карацупа зачислен почётным пограничником заставы «Полтавка»[54], а также Гродековский погранотряд в/ч 2019 носит его имя, и возле КПП находится памятник Н. Ф. Карацупы с его собакой.
- В 1940 году в городе Ишимбае установили памятник пограничнику с собакой, посвящённый по некоторым данным Н. Ф. Карацупе и Индусу[55][56]. В 2018 году его установили в сквере Пограничников[57].
- Бюст Н. Ф. Карацупы установлен в селе Алексеевка Запорожской области Украины[54].
- Имя Н. Ф. Карацупы увековечено на Аллее Славы в городе Запорожье[54].
- Бюст Н. Ф. Карацупы установлен в городе Собинке Владимирской области.
- Бюст Н. Ф. Карацупы установлен в городе Тюмени в сквере Пограничников.
- Памятник Н. Ф. Карацупе и его собаке установлен в Москве в Терлецком парке.
- Скульптура «Защитник дальневосточных рубежей» находилась на крыше кинотеатра «Родина» в Москве, затем была снесена[58].
- Скульптура пограничника на станции метро Площадь Революции в Москве, прообразом которой послужил Никита Карацупа[51]
- Марка Почты «Луганской Народной Республики», 2018 г. Входит в блок «100 лет пограничным войскам»[59].

## Фильмы о Никите Карацупе
- 1959 — «Пограничник Карацупа и его собака Ингус» — диафильм, реж. и сценарист Е. Рябчиков; худож. Г. Балашов.
- 2010 — «Никита Карацупа. Следопыт из легенды» — студия Lex film по заказу ГТРК «Россия», реж. Вадим Гасанов.
- 2017 — Легенды госбезопасности, 24-я серия. Никита Карацупа. Поединок на границе. Выпущено: Россия, ООО «ВИАНЖ ПРОДАКШИН», ОАО "ТРК ВС РФ «ЗВЕЗДА». Режиссёр: Вадим Гасанов, Екатерина Китайцева, Александр Гурешидзе, Алексей Китайцев.
- 2021 — «Следопыт». Короткометражный фильм, снятый телестудией уссурийского суворовского училища. Продюсер: Константин Маринец.